# Certonotus rufescens
Certonotus rufescens är en stekelart som beskrevs av Morley 1913. Certonotus rufescens ingår i släktet Certonotus och familjen brokparasitsteklar. Inga underarter finns listade i Catalogue of Life.